# トビハゼ

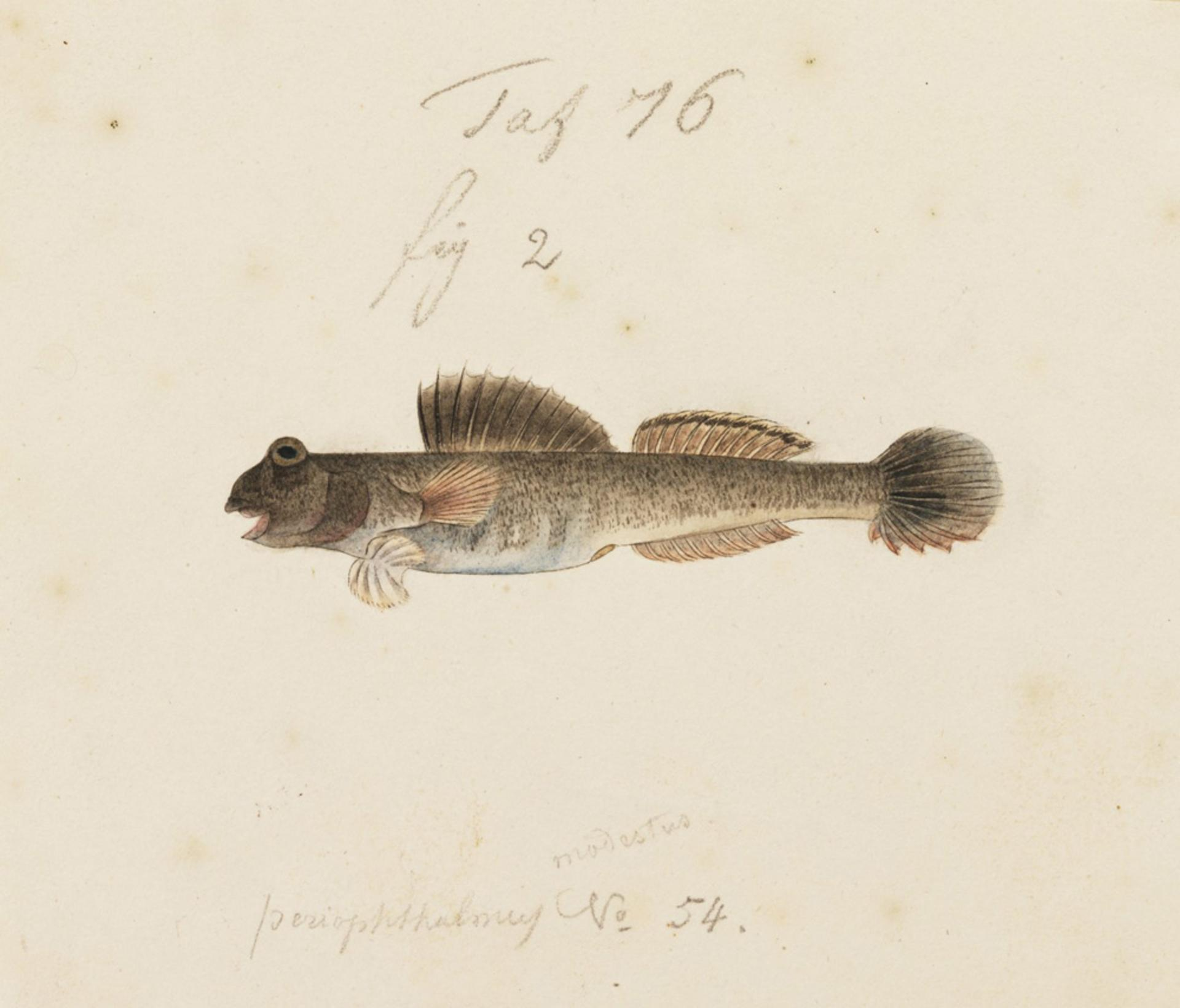
図版

トビハゼ（跳鯊）は、スズキ目ハゼ科トビハゼ属 Periophthalmus に分類されるハゼの総称だが、日本では特にその中の一種 P. modestus を指す。干潟の泥上を這い回る魚として有名である。

## 特徴・生態
トビハゼの成体の体長は10 cmほど。体は灰褐色で小さな白点と大きな黒点のまだら模様がある。眼球は頭頂部に突き出て左右がほぼ接し、平坦な干潟を見渡すのに適応している。胸鰭のつけ根には筋肉が発達する。同じく干潟の上を這い回る魚にムツゴロウ Boleophthalmus pectinirostris もいるが、トビハゼの体長はムツゴロウの半分くらいである。また各ひれの大きさも体に対して小さい。

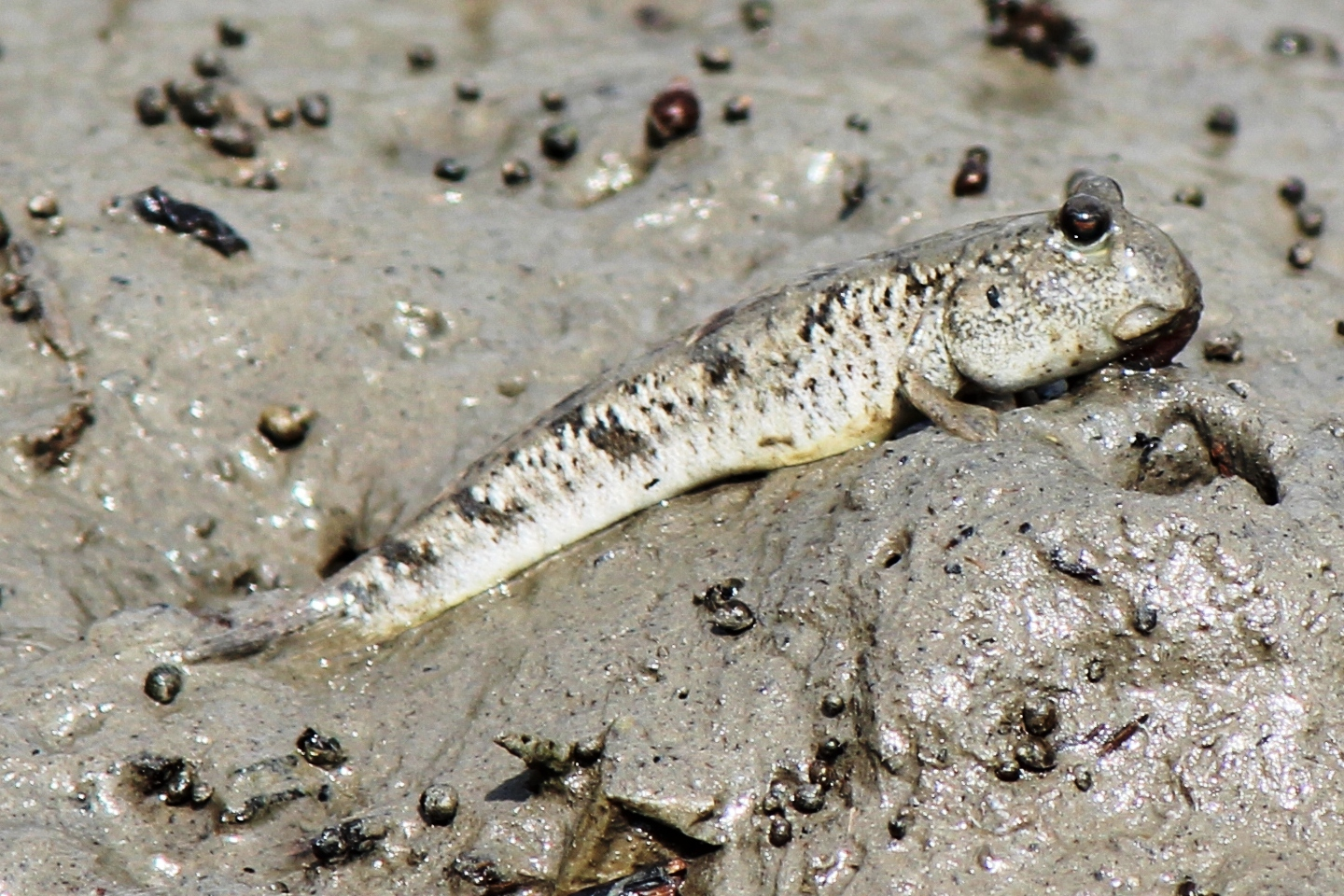
泥干潟でゴカイを捕食するトビハゼ

汽水域の泥干潟に生息する。春から秋にかけて干潟上で活動するが、冬は巣穴でじっとしている。干潟上では胸鰭で這う他に尾鰭を使ったジャンプでも移動する。近づくとカエルのような連続ジャンプで素早く逃げ回るので、捕えるのは意外と難しい。食性は肉食性で、干潟上で甲殻類や多毛類などを捕食する。潮が満ちてくると、水切りのように水上をピョンピョンと連続ジャンプして水際の陸地まで逃げてくる習性があり、和名はこれに由来する。
通常の魚類は鰓（えら）呼吸を行い、代謝によって発生するアンモニアを水中へ放出する。このため空気中では呼吸ができない上にアンモニアが体内に蓄積され脳障害などを起こす。しかし、トビハゼは皮膚呼吸の能力が高い上にアンモニアをアミノ酸に変える能力があり、空気中での活動が可能である。

### 食性
小さなカニやゴカイなどをエサとする。
口の中に水を蓄えて、流体力学的な舌（hydrodynamic tongue）として使い獲物を捕らえる。

### 繁殖
産卵期は6-8月で、オスは口から泥を吐いて泥中に巣穴を掘り縄張りをつくり、メスを呼び込んで産卵させる。孵化した仔魚は海中に泳ぎ出て水中で浮遊生活をし、全長15 mmほどに成長すると干潟へ定着する。寿命は1-3年。生後1年で全長5 cmとなるが、オスの大部分はここで繁殖に参加し、繁殖後は死んでしまう。一方、メスは生後2年・全長7-9 cmまで成長し繁殖に参加する。

### 別名
ピョンピョンハゼ（高知）、ネコムツ（九州地方）、カッチャン、カッチャムツ、カッタイムツ（佐賀）、カタハゼ、ムツゴロ（熊本）など。南西諸島では、本種と近縁の別種ミナミトビハゼとを区別せず、どちらもトントンミーと呼ぶ。
標準和名「トビハゼ」は東京および和歌山での呼び名である。泥の上を跳ね回ることから、英語では"mudskipper"（マッドスキッパー）と呼ばれる。日本でも観賞魚として流通する際はマッドスキッパーと呼ばれることが多い。

## 分布

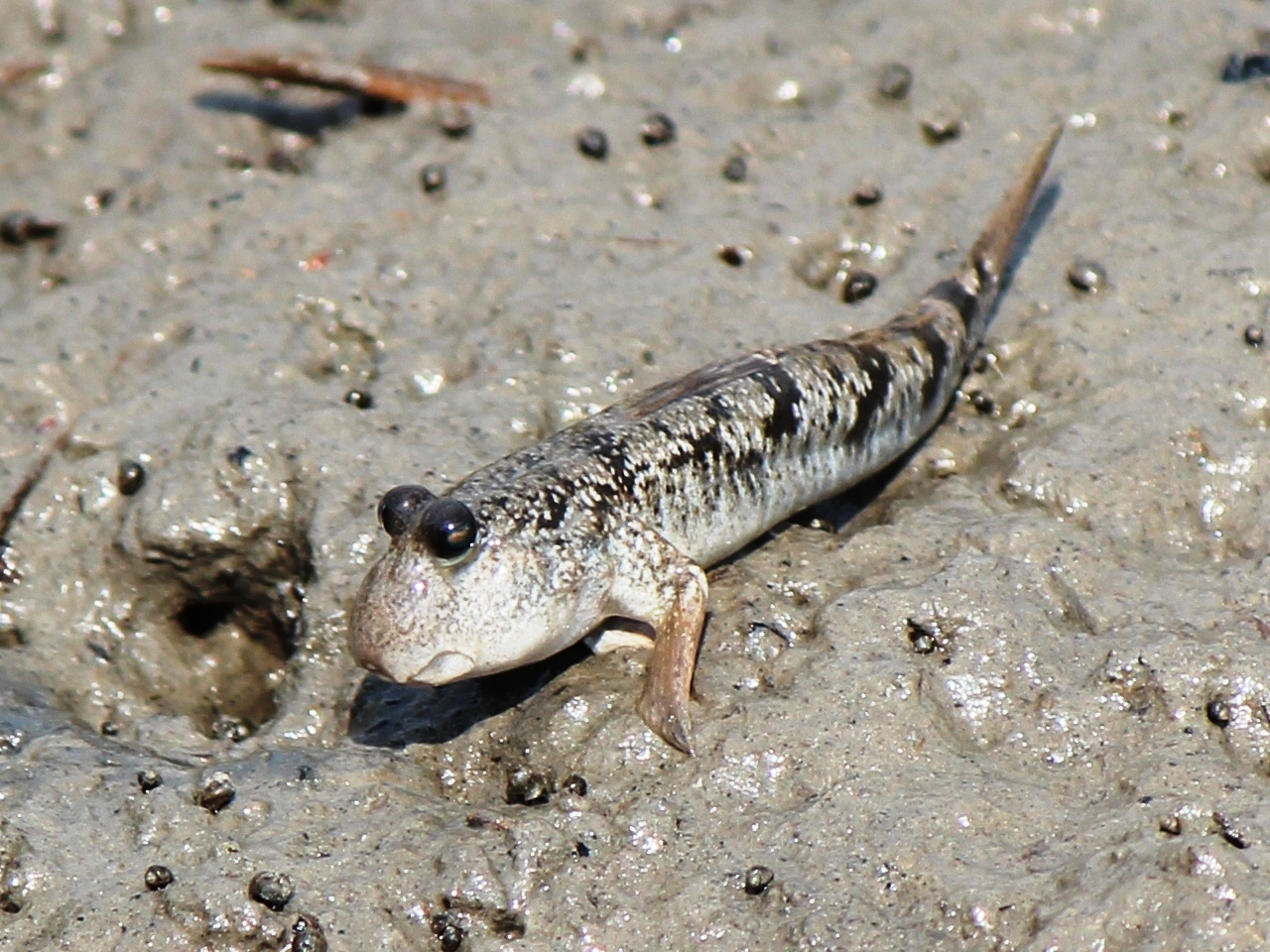
藤前干潟で飛び跳ねたり匍匐前進するトビハゼ

日本・朝鮮半島・中国・台湾に分布し、日本では東京湾から沖縄本島まで各地の泥干潟で見られる。分布の北限は東京湾の江戸川放水路河口や谷津干潟である。千葉県の生息域では、袋詰め捨て石の試験施工によるトビハゼへの影響調査が行われている。市川市の人工干潟で分布が確認されている。多摩川の汽水域で生息が確認調査されている。名古屋港の藤前干潟に生息する。大阪府内での生息状況は不明。なおムツゴロウは日本では有明海・八代海だけに分布するのでこの点でも区別できる。
葛西臨海水族園が、2004年にトビハゼの繁殖賞を受賞した。姫路市立水族館、のとじま臨海公園水族館、長崎ペンギン水族館、いおワールドかごしま水族館などで飼育展示されている。

## 利用
人や地域によっては食用にされる。かつて諫早湾の南岸地方では夜に眠っているトビハゼを灯火で脅かし、網に追い込んで漁獲し、煮干にして素麺の出汁などにしていた。中華人民共和国寧波市周辺ではトビハゼ類はよく食べられており、主に豆腐と共に煮てスープとされる。広東省ではから揚げにして酒肴やおかずにされる事が多い。台湾でもスープにされる事が多い。
観賞魚としても流通している。

## 種の保全状況評価
環境省のレッドリストの準絶滅危惧に指定されている。
準絶滅危惧（NT）（環境省レッドリスト）
日本の以下の都道府県で、レッドリストの指定を受けている。
- 絶滅危惧IA類 - 東京都区部[19]、静岡県[20]、三重県[21]
- 絶滅危惧IB類 - 神奈川県[22]、福岡県[23]、沖縄県[24]、徳島県[25]
- 絶滅危惧I類 - 大阪府[26]
- ランクA - 兵庫県（環境省の絶滅危惧I類相当）
- 重要保護生物（B） - 千葉県（環境省の絶滅危惧IB類相当）[27]
- 絶滅危惧II類 - 愛媛県[28]、高知県、岡山県[29]、宮崎県、鹿児島県
- 準絶滅危惧 - 和歌山県、長崎県、大分県[30]

環境汚染や埋立などによる泥干潟の消失で、特に都市近郊で生息地が減少している。日本の環境省が作成した汽水・淡水魚類レッドリストでは、1999年版で絶滅の恐れのある地域個体群（LP）として「東京湾のトビハゼ」「沖縄本島のトビハゼ」が掲載されたが、2007年版では日本産全体が準絶滅危惧（NT）として指定された。

## トビハゼ属

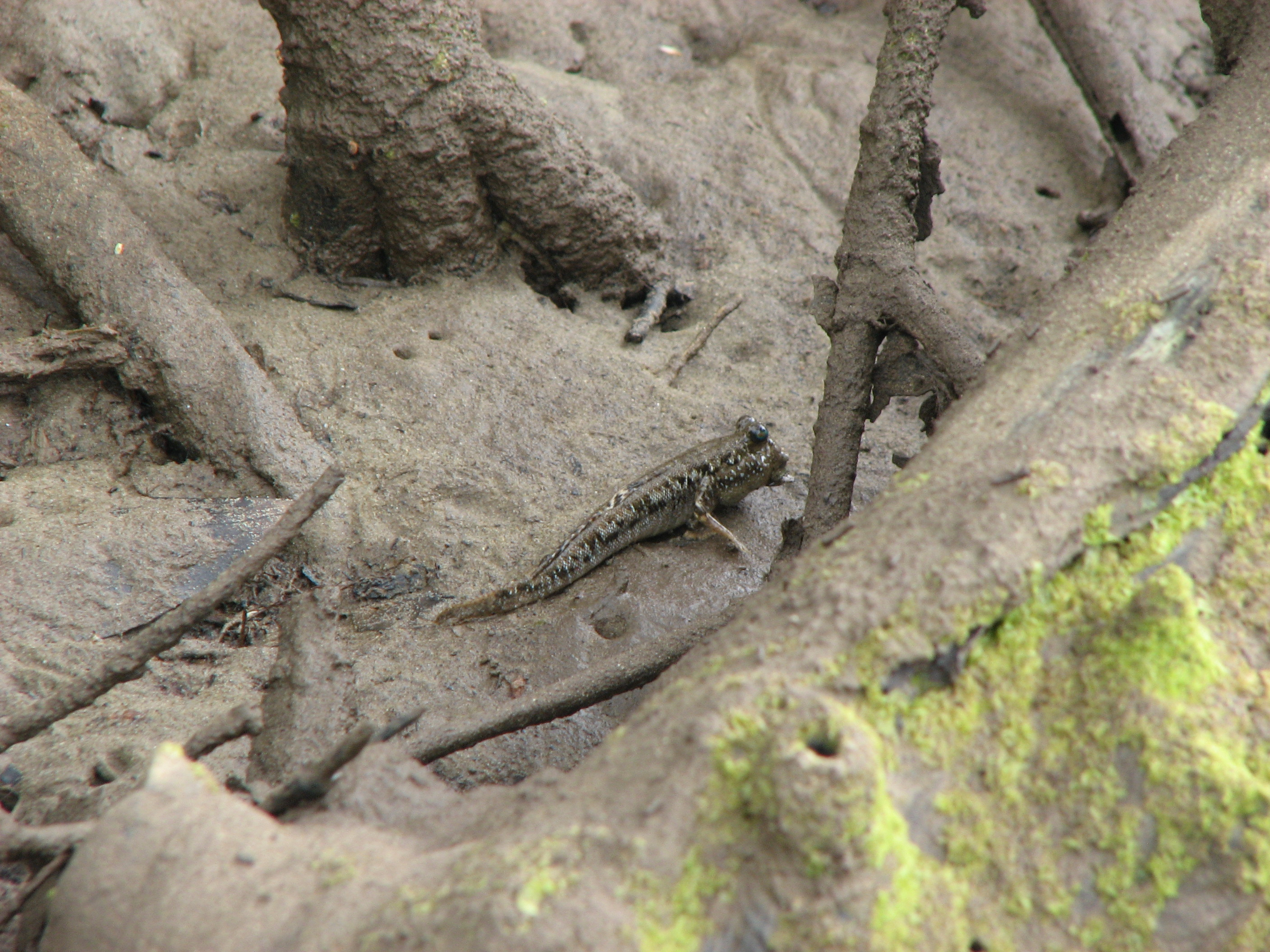
ミナミトビハゼ P. argentilineatus

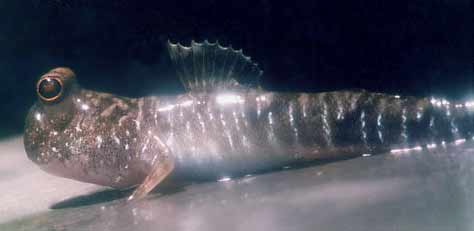
P. gracilis （東南アジアに分布）

南西諸島にはトビハゼと共にミナミトビハゼ P. argentilineatus Valenciennes,1837 が分布する。第一背鰭の前端が尖り黒線で縁取られることなどでトビハゼと区別できる。また、泥干潟を好むトビハゼに対し、ミナミトビハゼはマングローブ地帯を好み、木の根に登って生活することもある。環境省レッドリストには掲載されていないが、鹿児島県レッドリストで「分布特性上重要」として掲載されている。
トビハゼ属 Periophthalmus は、日本産2種の他にもインド太平洋および西アフリカの熱帯・温帯域に15種が分布する。
- P. argentilineatus (Valenciennes,1837 - ミナミトビハゼ[31]。インド太平洋熱帯域
- P. barbarus (Linnaeus,1766) - 西アフリカ
- P. chrysospilos Bleeker,1852 - 東インド洋
- P. darwini Larson et Takita,2004 - オーストラリア北部
- P. gracilis Eggert,1935 - 東南アジア
- P. kalolo Lesson,1831 - インド太平洋熱帯域
- P. magnuspinnatus Lee, Choi et Ryu,1995 - 朝鮮半島
- P. malaccensis Eggert,1935 - 東南アジア
- P. minutus Eggert,1935 - 東南アジアからオーストラリア北部
- P. modestus Cantor,1842 - トビハゼ。東アジア熱帯・温帯域
- P. murdyi Larson et Takita,2004 - オーストラリア北部
- P. novaeguineaensis Eggert,1935 - ニューギニアからオーストラリア北部
- P. novemradiatus (Hamilton,1822) - 東南アジア
- P. spilotus Murdy et Takita,1999 - スマトラ島
- P. walailakae Darumas et Tantichodok,2002 - 東インド洋
- P. waltoni Koumans, 1941 - ペルシャ湾からパキスタン
- P. weberi Eggert,1935 - ニューギニアからオーストラリア北部